# ده ردین
ده ردین، روستایی از توابع بخش مرکزی شهرستان بم در استان کرمان ایران است. ساکنین این منطقه بیشتر به دامداری و کشاورزی مشغول می‌باشند. درخت بنه به روی کوه‌های این منطقه به وفور یافت می‌شود.

## جمعیت
این روستا در دهستان دهبکری قرار دارد و براساس سرشماری مرکز آمار ایران در سال ۱۳۸۵، جمعیت آن ۱۳۰ نفر (۳۲خانوار) بوده‌است.